# ائرو ای.۱۰۰
ائرو ای. ۱۰۰ (به انگلیسی: Aero A.100) یک هواپیمای ساختِ آئرو ودوخودی در کشور چکسلواکی است که در سال ۱۹۳۳–۱۹۳۵ ساخته شد. نخستین استفاده‌کنندهٔ این هواپیما نیروی هوایی چکسلواکی بوده‌است. این هواپیما در ۱۹۳۳ میلادی نخستین پرواز خود را انجام داد.